# Джамп'єтро Дзанотті
Джамп'єтро Дзанотті (італ. Giampietro Zanotti 1674, Париж — 1765, Болонья) — італійський художник доби рококо. Засновник Академії мистецтв Болоньї.

## Життєпис
Батько Джованні Андреа Дзанотті (1622 року народження) мешкав у Франції і мав восьмеро дітей. Дружина була француженкою. Хлопець народився в Парижі. Батько успадкував титул графа Каваццоні, тому до їх прізвища додавали також Каваццоні.
1684 року Джованні Андреа вислужив пенсію і повернувся з родиною у місто Болонья. Джамп'єтро Дзанотті виявив художні здібності і опановував художню майстерність у Лоренцо Пазінеллі (1629—1700).
Створював біблійні композиції, був прихильником пізнього бароко і італійського варіанту рококо. Окрім живопису цікавився історією, літературою і театром. Сам створив декілька п'єс (трагедія « Didone», комедія " L'Ignorante Presuntuoso "). Був автором декількох книг, присвячених художникам Болоньї та історії перших десятиліть Академії мистецтв Болоньї.
В історію увійшов як засновник Академії мистецтв Болоньї при підтримці місцевих художників і багатого мецената і художника Ерколе Фава, котрий віддав декілька залів в палаццо Фава для навчального закладу з 1710 року. Статут художньої академії в Болоньї 1711 року затвердив римський папа Климентом XI, на честь якого вона отримала назву Академія Клементина.
Був одружений. Його син став математиком і астрономом. Рідний брат художника, Франческо Марія Дзанотті (1692—1777), був філософом.
Джамп'єтро Дзанотті помер у Болоньї 1765 року у віці 91 рік.

## Вибрані твори

Медаль на честь Джамп'єтро Дзанотті та заснування Академії Клементіна в Болоньї. Кінець 18 ст.

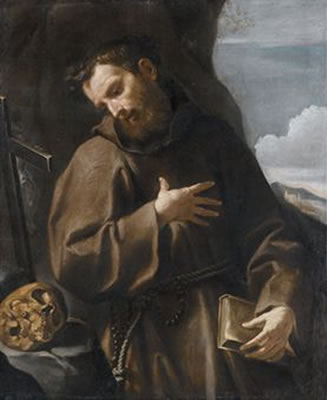
Джамп'єтро Дзанотті. «Франциск Ассізький»
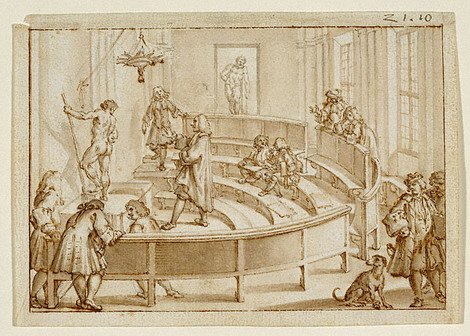
Джамп'єтро Дзанотті. Натурний клас, художня Академія Клементіна, 1739, Музей Гетті, Каліфорнія.

## Друковані твори
- Giovanni Gioseffo Dal Sole (життєпис)
- Avvertimenti per l'incamminamento di un giovane alla pittura
- Storia dell'Accademia Clementina di Bologna of 1739.